# San José de Llanos
San José de Llanos es una localidad del estado mexicano de Guanajuato. Es parte del municipio de Guanajuato.

## Toponimia
El nombre «San José» hace referencia al santo patrono de la localidad: José de Nazaret.

## Demografía
| Gráfica de evolución demográfica |
|                                  |

| Censo | Población |
| ----- | --------- |
| 1900  | 968       |
| 1910  | 1 106     |
| 1921  | 391       |
| 1930  | 446       |
| 1940  | 457       |
| 1950  | 554       |
| 1960  | 719       |
| 1970  | 1 342     |
| 1980  | 1 736     |
| 1990  | 2 058     |
| 2000  | 2 895     |
| 2010  | 3 732     |
| 2020  | 4 243     |